# Ricchi e Poveri

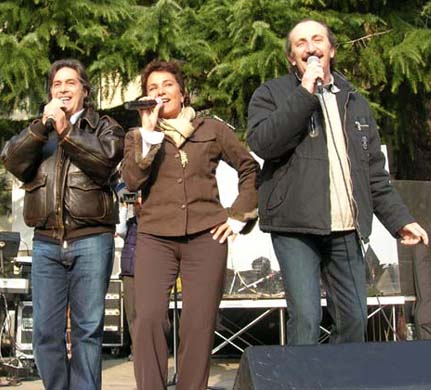
Ricchi e Poveri (2005)

Ricchi e Poveri [ˈrikki e ˈpɔːveri] (pol. dosł. Bogaci i Biedni) – włoski zespół muzyczny wykonujący muzykę pop, założony w 1967 r. w Genui pod nazwą Fama Medium przez Francesco „Franco” Gattiego oraz Angelo Sotgiuego, do których szybko dołączyły Angela Brambati i Marina Occhiena. Największą sławę zdobył w latach 80. XX wieku, wykorzystując popularność nurtu italo disco. Wylansował wiele międzynarodowych przebojów z: Sarà perché ti amo, Mamma Maria, czy Acapulco na czele.

## Historia
W latach 1963–1967 „Franco” Gatti i Angelo Sotgiu byli członkami genueńskiej grupy muzycznej I Fantastici Jets (częściej zwanej w skrócie Jets). W 1967 r. zespół ten się rozpadł, a Gatti z Sotgiu postanowili założyć własny kwartet polifoniczny wzorowany na modelu amerykańskiego The Mamas & the Papas, do którego zaprosili Angelę Brambati, nazywaną „genueńską Ritą Pavone”, byłą członkinię tria I Preistorici (1964–1967), a prywatnie dziewczynę Angelo Sotgiuego. Do kilku tygodniach w grupie pojawiła się koleżanka Angeli Brambati ze szkoły śpiewu – Marina Occhiena. Wspólnie zaczęli występować w klubach liguryjskiego wybrzeża w okolicach Genui pod nazwą Fama Medium (zaczerpniętą od pierwszych liter ich imion, spotyka się więc również zapis FAMA Medium). Dość szybko zdobyli uznanie publiczności, dlatego postanowili całkowicie poświęcić się muzyce, porzucając wykonywaną wówczas pracę zawodową (Franco był ekspertem chemicznym w Esso w Genui, Angelo pracował jako robotnik w Italsider w Genui, a Angela była ekspedientką na stacji benzynowej). Pierwsze przesłuchanie w mediolańskiej wytwórni płytowej zorganizował Fabrizio De André, następnie zespół trafił pod skrzydła rzymskiego producenta Francesco „Franco“ Califano, który nakłonił członków kwartetu do przeprowadzki na stałe do Mediolanu, opłacał ich utrzymanie oraz wymyślił nową - w obowiązującą do tej pory - nazwę Ricchi e Poveri (od słów jego żartu „Choć finansowo jesteście biedni, to macie bogatą duszę i bogactwo pomysłów”). Grupa zadebiutowała publicznie w 1968 r. występem z piosenką „L'ultimo amore” na festiwalu Cantagiro. W 1978 r. muzycy reprezentowali Włochy z utworem „Questo amore” w finale 23. Konkursu Piosenki Eurowizji, w którym zajęli 12. miejsce. W 1981 r. - w wyniku prywatnego konfliktu z Angelą Brambati - zespół opuściła Marina Occhiena. W 1985 r. z piosenką „Se m'innamoro” zajęli 1. miejsce na Festiwalu Piosenki Włoskiej w San Remo. W 2016 r. grupę opuścił jeden z jego założycieli, „Franco” Gatti, który zmarł w październiku 2022 r., kilkanaście dni po 80. urodzinach. Od 2016 r. pod szyldem Ricchi e Poveri występowało dwoje pozostałych założycieli zespołu – Angela Brambati i Angelo Sotgiu, którzy w grudniu 2018 r. zagrali podczas Sylwestra marzeń TVP2 w Zakopanem, a podczas wykonywania przez nich przeboju „Acapulco” widowisko osiągnęło najwyższą oglądalność – 7,9 mln widzów przed telewizorami. W styczniu 2020 r. menadżer grupy – Danilo Mancuso przekonał wszystkich członków dawnego kwartetu do reaktywowania grupy i wystąpienia w jubileuszowej 70. edycji Festiwalu w San Remo 2020, która była jednocześnie 50. rocznicą debiutu Ricchi e Poveri w tej imprezie. Grupa została gościem specjalnym drugiego wieczoru (5 lutego), gdy po raz pierwszy po wielu lat wystąpiła w oryginalnym składzie.

## Członkowie
- Francesco Gatti (ur. 4 października 1942 w Genui; zm. 18 października 2022 tamże) – bas, w zespole 1967–2016 i 2020–2021, wokal, gitara, keyboard
- Angelo Sotgiu (ur. 22 lutego 1946 w Trinità d’Agultu e Vignola) – tenor, w zespole od 1967, wokal, gitara, saksofon
- Angela Brambati (ur. 20 października 1947 w Mignanego) – sopran, w zespole od 1967, wokal
- Marina Occhiena (ur. 19 marca 1950 w Genui) – alt, w zespole 1967–1981 i 2020–2021, wokal

## Dyskografia

### Albumy studyjne
- 1970: Ricchi e Poveri
- 1971: Amici miei
- 1974: Penso sorrido e canto
- 1975: RP2
- 1976: Ricchi & Poveri
- 1976: I musicanti
- 1978: Questo amore (Questo amore/Anima)
- 1980: La stagione dell’amore
- 1981: E penso a te (Sarà perché ti amo/Bello l'amore)
- 1982: Mamma Maria
- 1983: Voulez vous danser
- 1985: Dimmi Quando
- 1987: Pubblicita
- 1988: Nascerà Gesù - Ricchi & Poveri '88
- 1990: Buona giornata e…
- 1992: Allegro italiano
- 1994: I più grandi successi
- 1999: Parla col cuore
- 2012: Perdutamente amore
- 2021: ReuniON – złota płyta w Polsce[6]

### Albumy kompilacyjne
- 1980: Come eravamo
- 1982: Profili musicali
- 1983: Made in Italy
- 1983: Ieri e Oggi
- 1990: Canzoni d’amore
- 1990: Buona giornata e
- 1993: Anche tu...
- 1996: I nostri successi
- 1997: Un diadema di canzoni
- 1997: Piccolo Amore
- 1998: BMG Collection
- 2000: Successi
- 2001: Made in Italy